# 久留里線
久留里線（日语：／ Kururi sen */?）是一條連接千葉縣木更津市木更津站和君津市上總龜山站，屬於東日本旅客鐵道（JR東日本）的鐵路路線（地方交通線）。

## 概要
位於曾經被稱為氣動車王國的千葉縣內僅存極少數的非電化路線，千葉縣內JR線當中唯一沒有電化的路線。
2009年3月14日起全線根據旅客營業規則獲指定為「東京近郊區間」，久留里線內不能使用「Suica」等的IC乘車卡（與烏山線同樣）。

## 歷史
- 2022年（令和四年）1月8日9點40分，列車到東橫田站和馬來田站之間的平交道事故發生列車撞到自用小客車造成平交道事故，造成自用小客車司機受傷[1]。
- 2024年11月27日，東日本旅客鐵道千葉支社（日语：東日本旅客鉄道千葉支社）的社長宣布，將停止久留里站至上總龜山站共9.6公里路段的列車營運，並為是否將此路段改以公車運行進行討論[2][3][4][5]。

## 路線資料
- 路線距離（營業距離）：32.2公里[6]
- 軌距：1067毫米
- 站數：14（包括起終點站。內有無人站11個）[6]
  - 若只限屬於久留里線的車站，排除屬於內房線的木更津站[7]則為13個。
- 複線路段：沒有（全線單線）
- 電氣化路段：沒有（全線非電氣化）
- 閉塞方式：特殊自動閉塞式（軌道回路檢知式）
  - 可交會站：橫田、久留里
- 最高速度：65公里/小時
- 保安裝置：ATS-P
- 運轉指令所（日语：運転指令所）：千葉綜合指令室（內房指令）

全路線由JR東日本千葉支社管理。
線路所屬的車站均無設置綠窗口。

## 車站列表
- 所有列車均為普通列車，停靠所有車站
- 軌道（全線單線） … ◇：可進行列車交會、｜：不可進行列車交會
- 所有車站均位於千葉縣

| 中文站名 | 日文站名 | 英文站名 | 站間營業距離 | 累計營業距離 | 接續路線                | 軌道 | 所在地   |
| -------- | -------- | -------- | ------------ | ------------ | ----------------------- | ---- | -------- |
| 木更津   |          |          | -            | 0.0          | 東日本旅客鐵道：■內房線 | ｜   | 木更津市 |
| 祇園     |          |          | 2.6          | 2.6          |                         | ｜   | 木更津市 |
| 上總清川 |          |          | 1.6          | 4.2          |                         | ｜   | 木更津市 |
| 東清川   |          |          | 1.9          | 6.1          |                         | ｜   | 木更津市 |
| 橫田     |          |          | 3.2          | 9.3          |                         | ◇    | 袖浦市   |
| 東橫田   |          |          | 1.5          | 10.8         |                         | ｜   | 袖浦市   |
| 馬來田   |          |          | 3.1          | 13.9         |                         | ｜   | 木更津市 |
| 下郡     |          |          | 1.3          | 15.2         |                         | ｜   | 君津市   |
| 小櫃     |          |          | 3.0          | 18.2         |                         | ｜   | 君津市   |
| 俵田     |          |          | 1.8          | 20.0         |                         | ｜   | 君津市   |
| 久留里   |          |          | 2.6          | 22.6         |                         | ◇    | 君津市   |
| 平山     |          |          | 3.1          | 25.7         |                         | ｜   | 君津市   |
| 上總松丘 |          |          | 2.6          | 28.3         |                         | ｜   | 君津市   |
| 上總龜山 |          |          | 3.9          | 32.2         |                         | ｜   | 君津市   |

全線由千葉支社管轄。

### 廢站
- 上總山本站：位于下郡站－小櫃站間，1956年7月1日因乘客过少被正式废除。

## 腳注
1. ↑  . NHK. 2022-01-09  [2022-01-08]. （原始内容存档于2022-01-09）.（日語）
2. ↑  . NHK. 2024-11-27  [2024-11-28]. （原始内容存档于2024-11-27） （日语）.
3. ↑  . 東京新聞. 2024-11-27 （日语）.
4. ↑  . 鉄道チャンネル. 2024-11-27 （日语）.
5. ↑  . 朝日新聞社. 2024-11-28 （日语）.
6. 1 2  『歴史でめぐる鉄道全路線 国鉄・JR』 通巻31号 内房線・外房線・久留里線 17頁
7. ↑  『停車場変遷大事典 国鉄・JR編』JTB 1998年 ISBN 978-4533029806

## 關連項目
- 日本鐵路線列表
- 國鐵特殊窄軌線（日语：国鉄の特殊狭軌線） - 曾經為其之一。
- 未成線
- 鐵子之旅（日语：鉄子の旅） - 単行本第1集第1旅に登場。「新・鉄子の旅」でも単行本第1集第1・2旅に登場し、ともに最初の路線となっている。

## 外部連結
- 総武・房総路線図PDF - 東日本旅客鐵道（JR東日本）千葉支社